# Alture del Golan
Le alture del Golan (in arabo الجولان‎?, al-Jawlān; in ebraico רמת הגולן‎?, Ramat HaGolan) costituiscono un altopiano montuoso, dell'estensione di circa 1800 km², della Siria sud-occidentale. Sono delimitate a ovest dal lago di Tiberiade e dalla valle di Hula, a est dallo Yarmuk e dal Ruqqad e a nord dal monte Hermon. Le alture del Golan furono sede di antiche civiltà arabe, principalmente di quella iturea e di quella ghassanide. In età moderna la regione venne integrata nel vilayet di Siria, nel mandato francese della Siria e del Libano e infine in Siria. Nel 1967 nell'ambito della guerra dei sei giorni, la maggior parte delle alture del Golan vennero occupate da Israele, che procedette alla loro annessione nel 1981.
Sede di una popolazione variegata dal punto di vista etnoreligioso, la maggior parte della popolazione si rifugiò nel resto della Siria, mentre i membri delle comunità rimanenti, costituite in larga maggioranza da drusi, mantengono per la maggior parte ancora oggi la cittadinanza siriana. Le autorità israeliane favorirono la costruzione di decine di insediamenti israeliani nella regione. L'occupazione e l'annessione del Golan da parte di Israele, non riconosciuta dalla comunità internazionale, rappresenta una delle questioni più spinose del conflitto arabo-israeliano.

## Storia
Le fonti antiche non rivelano molto sulla storia e sulla gente della regione. Le prime testimonianze di insediamenti umani risalgono al Paleolitico superiore. Nella Bibbia viene considerato parte del Bašan.
Vari imperi dominarono la regione nel corso della storia e nel corso del XVI secolo il Golan fu conquistato dagli ottomani. Fu nel tardo XIX secolo, verso il 1878 circa, che le autorità ottomane iniziarono a costruire aree per l'insediamento, stabilendovi principalmente comunità di rifugiati circassi. La regione fece parte del governatorato di Damasco dell'Impero ottomano fino al 1918, quando passò alla Francia con il mandato francese della Siria al termine della prima guerra mondiale. Quando il mandato terminò nel 1944, le alture del Golan divennero parte della Prima Repubblica Siriana.
Due terzi della regione vennero occupati da Israele nel corso della guerra dei sei giorni nel 1967. In seguito alla guerra dello Yom Kippur del 1973 Israele accettò di restituire circa il 5% del territorio alla Siria per il controllo internazionale e da allora il 95 % del territorio è conteso tra Israele e Siria. Questo 5% del territorio venne incorporato in una striscia demilitarizzata di terra che corre lungo la linea di cessate il fuoco nota come zona UNDOF. L'UNDOF è stato istituito nel 1974 per supervisionare l'attuazione dell'accordo di disimpegno e mantenere il cessate il fuoco. Attualmente ci sono oltre 1.000 membri delle forze di pace delle Nazioni Unite.
Israele procedette, come avvenuto nel resto dei territori occupati, a espellere la quasi totalità della popolazione locale e iniziò la costruzione di insediamenti nella regione. L'area fu sotto amministrazione militare israeliana fino al 1981 quando Israele approvò la legge sulle alture del Golan, ponendo la regione sotto il diritto civile, l'amministrazione e la giurisdizione israeliana. Questa scelta è stata condannata dal Consiglio di sicurezza delle Nazioni Unite con la risoluzione 497, che ha definito la decisione israeliana di imporre le sue leggi, la sua amministrazione e la sua giurisdizione sulle alture del Golan "nulla e priva di ogni rilevanza giuridica internazionale". Israele sostiene di essere in diritto di trattenere la zona, interpretando in tal senso un passo della risoluzione 242, adottata dopo la guerra dei sei giorni, che stabilisce il rispetto del diritto di ciascuno Stato «alla propria integrità territoriale, a confini sicuri e riconosciuti, liberi dalla minaccia o dall'uso della forza». Attualmente circa mezzo milione di profughi siriani attendono che venga rispettato il diritto internazionale al ritorno alle alture del Golan, dalle quali furono espulsi nel 1967.
La linea che separa la Siria dalle alture del Golan occupate ha separato le poche comunità druse rimaste in quel territorio dagli attuali profughi siriani che vivevano nello stesso territorio. Famiglie siriane separate che non possono riunirsi né tantomeno incontrarsi.
Nel 2005 le alture del Golan avevano una popolazione di circa 38.900 persone, delle quali circa 19.300 drusi, 16.500 coloni ebrei israeliani e 2.100 musulmani.
Nel 2023 l'Assemblea generale delle Nazioni Unite ha adottato una risoluzione che chiede il ritiro israeliano dalle alture occupate.
A seguito della caduta del regime di Bashar al-Assad in Siria, l'8 dicembre 2024 le forze di terra israeliane hanno attraversato la zona demilitarizzata che si trova al confine tra Israele e Siria e sono entrate nel Paese per la prima volta dalla guerra dello Yom Kippur del 1973 e dei seguenti accordi del 1974. 

## Geografia
Le alture del Golan sono una zona situata nell'angolo sud-occidentale della Siria e nord-orientale di Israele. Esse hanno una lunghezza da nord a sud di circa 65 chilometri e una larghezza da est a ovest che varia da 12 a 25 chilometri, per circa 1800 chilometri quadrati di superficie. Topograficamente, l'altitudine varia dai 2.814 metri del monte Hermon ai 400 metri in prossimità del fiume Yarmuk.
L'altopiano è parte di un'area molto ampia formata da campi di basalto vulcanico che si estendono da nord a est e che sono nati in seguito a eruzioni vulcaniche iniziate di recente, in termini geologici, quasi 4 milioni di anni fa, e che continuano ancora oggi. Le alture del Golan hanno confini geografici ben distinti. A nord, la valle di Sa'ar divide generalmente il colore più chiaro della roccia calcarea delle montagne dal colore più scuro delle rocce vulcaniche dell'altopiano del Golan.
La zona confinante con Israele è collinare e permette l'osservazione del mar di Galilea (anche conosciuto come lago Tiberiade o lago Kinneret) posto 200 metri sotto il livello del mare, il fiume Giordano e il Monte Hermon.
Il confine occidentale della pianura è diviso strutturalmente dalla valle del Giordano, che cade a strapiombo nel mar di Galilea. La zona a sud del fiume Yarmuk appartiene alla Giordania, mentre la zona all'estremità orientale del fiume Raqqad è controllata dalla Siria.. Il resto è sotto il controllo di Israele.

### Le fattorie di Sheb'a
Le cosiddette "fattorie di Shebʿā" sono un'area agricola di quattordici fattorie che si trovano a sud di Shebʿā, un'area contesa tra Libano ed Israele. Il motivo del contenzioso nasce da quello precedente tra la Siria e il Libano. La stessa Siria ha riconosciuto le fattorie di Sheb'a come un territorio appartenente al Libano. Attualmente la zona è sotto controllo israeliano che, anche a causa dell'ottima fertilità del territorio, non intende abbandonare la zona.

## Società

### Composizione etnoreligiosa
Fino al 1967 le alture del Golan rappresentavano una regione popolosa e variegata dal punto di vista etnoreligioso. La regione ospitava 153000 abitanti distribuiti in 163 villaggi e 108 fattorie. La grande maggioranza della popolazione era costituita da arabi. Poco meno di un decimo degli abitanti, 13500 persone, era costituito da circassi, stabilitisi nella regione nella seconda metà del XIX secolo e distribuiti tra la città di Quneitra e i villaggi di al-Adnaniyya, al-Burayqa, al-Faham, al-Faraj, al-Ghassaniyya, al-Juwwayza, al-Khushniyya, al-Mansura, al-Qahtaniyya, Bir 'Ajam, Fazara, Ruwayhina ed 'Ayn Ziwan. I turcomanni, giunti nel XVI secolo, erano distribuiti nella piana centrale, nei villaggi di al-Ahmadiyya, al-Dabiya, al-Ghadiriyya, al-Husayniyya, al-Juwwayza, al-Mughir, al-Mumsiyya, al-Razzaniyya, al-Sindiyana, al-'Ulayqa, Dayr al-Rahib, Hafar, Kafr Nafakha, Na'aran, 'Ayn al-Simsim ed 'Ayn 'Aysha. I villaggi di M'arraba e 'Abdin erano abitati da maghrebini, giunti nel XIX secolo seguendo Abd el-Kader, mentre a Quneitra c'erano gruppi di curdi e di armeni, attivi nell'artigianato e nel commercio. Vi erano poi tribù di beduini e 10000 rifugiati palestinesi.

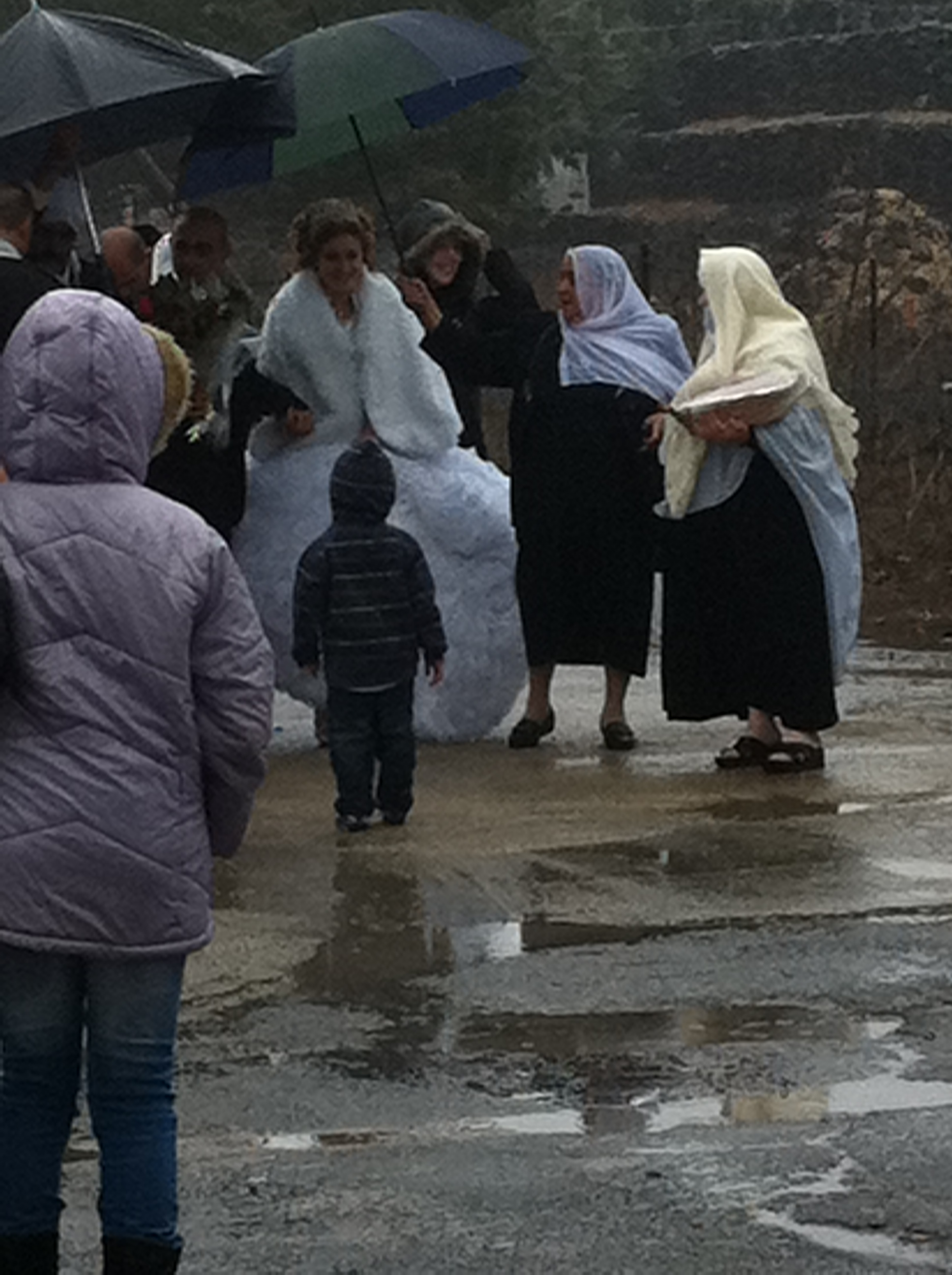
Spose druse siriane attraversano la frontiera per congiungersi agli sposi a Majdal Shams, novembre 2011

Dal punto di vista religioso l'85% della popolazione era costituito da musulmani sunniti. I drusi costituivano il 6% della popolazione ed erano distribuiti nel nord, alle pendici del monte Hermon, nei villaggi di Buq'ata, Buqu'sum, Hadar, Hayna, Hirfa, Khirbat al- Sawda, Majdal Shams, Mas'ada, Mazra'at al-Maqrusa, Qal'at Jandal, Rimah, Sahita, 'Arnah, 'Ayn al-Sha'ra ed 'Ayn Qunya. I cristiani, principalmente arabi, costituivano anch'essi il 6% della popolazione ed erano suddivisi tra varie confessioni: greco-ortodossi, melchiti, maroniti e protestanti. Erano concentrati nelle città di Quneitra e Fiq e nei villaggi di Hayna, Khasfin, Majdal Shams, 'Arnah, 'Ayn al-Sha'ra e 'Ayn Qunya. A partire dal XX secolo molti cristiani abbandonarono i propri villaggi per stabilirsi a Quneitra o a Damasco. C'erano poi alauiti nei villaggi di Ghajar, Za'ura e 'Ayn Fit e gruppi di ismailiti e di duodecimani a Quneitra.
Nel 1967 Israele occupò il 70% della regione: 139 villaggi e 61 fattorie che ospitavano 130000 abitanti. L'invasione israeliana provocò un esodo di massa degli abitanti. Dei 130000 abitanti del Golan occupato ne rimasero 6396: 250 a Quneitra, 521 a Ghajar (alauiti) e 5675 a Buq'ata, Majdal Shams, Mas'ada, Sahita ed 'Ayn Qunya (principalmente drusi e in minoranza cristiani). Le autorità israeliane costruirono nel Golan decine di insediamenti israeliani e vi favorirono lo stabilimento di migliaia di ebrei israeliani. Sahita venne demolita dalle autorità israeliane nel 1970 e Quneitra nel 1974; lo stesso anno Israele si ritirò da Quneitra e dai villaggi al-Asbah, al-Burayqa, al-Hamidiyya, al-Qahtaniyya, al-Rafid, al-Samdaniyya, Bir ʿAjam e Sidone, restituendone la sovranità alla Siria; i progetti governativi siriani atti a incoraggiare il ritorno dei rifugiati in questi villaggi non hanno riscosso grandi successi. All'inizio del XXI secolo i profughi del Golan e i loro discendenti nel resto della Siria erano 350000, distribuiti in grande maggioranza nella regione di Damasco e a Dar'a.